# Loostripper (アルバム)
『Loostripper』（ルーストリッパー）は、Loostripperの1作目のアルバム。2010年11月15日に発表された。

## 概要
- 全曲をLoostripperが作詞作曲。プロデューサーの北浦正尚とともにアレンジと自宅録音を重ね、最終的にスタジオ録音と合わせて制作された。
- 北浦正尚のキーボード以外のすべての楽器をLoostripperが演奏している。
- 全8曲が収録されたCDと、"Hello, Buddy"と"Leaf"のミュージックビデオが収録されたDVDとの2枚組で販売されている。
- 2010年11月15日、下北沢CLUB251のライブ会場にて発表され、公式HPでの通信販売と各ライブ会場にて販売開始。
- 2010年12月8日、タワーレコード各店にて販売開始。
- 2011年3月2日、iTunes Storeにて1stアルバム・ミュージックビデオ"Hello, Buddy"・"Leaf"の配信開始。同日より１週間、iTunes Store「今週のシングル」にて"Hello, Buddy"を無料配信。

## 収録曲

### CD
全曲、作詞・作曲：Loostripper　編曲：Loostripper・北浦正尚
1. Hello, Buddy
2. Mother
3. Voyage
4. Leaf
5. Player
6. Old Boy
7. Roller Coaster
8. Yellow Blues

### DVD
1. Hello, Buddy
  - 監督：谷篤
2. Leaf
  - 監督：谷篤